# 水原県
水原県（すいばらけん）は、1869年（明治2年）に越後国全域を管轄するために明治政府によって設置された県。管轄地域は、当初は現在の佐渡市を除く新潟県全域に分布、のちに新潟県下越地方。

## 概要
1869年（明治2年）、越後国は、佐渡国を含む政府直轄地を管轄する越後府（第2次）と、新潟町政および外交を管轄する新潟県（第1次）とが並立する体制となったが、このような内政と外交の分離政策には反対の意見も強かった。また、「開港場十里四方」とされた外国人遊歩区域が、新潟町に限定された新潟県（第1次）の管轄区域を超えることに対して、越後府の管轄区域の拡大と機能強化を訴えていた現地の役人も批判的であった。さらに、越後国全域と新潟町を統一して統治するべきであるという者の間にも、本庁を新潟町に置くべきか、水原陣屋の本庁に統合すべきかで意見の対立があった。
こうした中で政府は、内政と外交の統一案を受け入れて、越後府（第2次）と新潟県（第1次）を廃止して両府県を統合した水原県を設置した。「県」と称したのは7月17日に「府」を京都府・東京府・大阪府に限定するとした太政官布告が公布されたことに対応するものである。県庁は水原に置かれたが、新潟には分局が置かれ、両者間の連絡は芳しくなく、依然として分離状態は続いた。
ともかく一旦は越後全域の政府直轄地に対する支配が水原県に統合されたが、柏崎県（第2次）が設置されて上越・中越地方の5郡の政府直轄地を管轄するものとされた。その結果、水原県は前年の越後府（第1次）・柏崎県（第1次）併立時よりもさらに狭い下越地方2郡の政府直轄地（新潟町を含む）のみを管轄するものとなった。
しかし、開港場である新潟を抱えた水原県では、外交問題処理の難しさから新潟町を管轄する新潟局の機能強化に迫られ、本庁を水原に置く体制が維持できなくなった。1869年末から翌年はじめにかけて知事らが相次いで水原から新潟に移り、事実上、新潟が県の中心として機能するようになった。この結果、新潟町に新潟県（第2次）が設置され、水原県は廃止された。なお、水原県知事の三条西公允は新潟県知事を引き続き務めている。

## 沿革
- 1869年（明治2年）
  - 7月27日 - 新潟県（第1次）、越後府（第2次）が統合して水原県が発足。県庁を蒲原郡水原町（現在の阿賀野市外城町10-5）の水原陣屋に設置。
  - 8月25日 - 上越・中越地方の頸城郡、刈羽郡、魚沼郡、三島郡、古志郡が柏崎県（第2次）として分離。蒲原郡のみの管轄となる（この時点で岩船郡は既に村上藩領に一本化されていた）。
- 1870年（明治3年）3月7日 - 県庁が蒲原郡新潟町に移転して新潟県（第2次）が発足。同日水原県廃止。

## 管轄地域
- 越後国
  - 古志郡 - 284村（のちに第2次柏崎県に移管）
  - 頸城郡のうち - 483村（同上）
  - 魚沼郡のうち - 393村（同上）
  - 刈羽郡のうち - 147村（同上）
  - 三島郡のうち - 163村（同上）
  - 蒲原郡のうち - 874村

## 歴代知事
- 1869年（明治2年）7月27日 - 1869年（明治2年）10月3日 - 知事・壬生基修（前第2次越後府知事、元公家）
- 1869年（明治2年）10月3日 - 1870年（明治3年）3月7日 - 知事・三条西公允（前侍従、元公家）